# Condado de Eureka
O Condado de Eureka (em inglês:  Eureka County) é um dos 16 condados do estado americano de Nevada. A sede do condado é Eureka. Foi fundado em 1873.

## Geografia
De acordo com o United States Census Bureau, o condado possui uma área de 10 826 km², dos quais 10 815 km² estão cobertos por terra e 11 km² por água.

## Demografia
Segundo o censo nacional de 2010, o condado possui uma população de 1 987 habitantes e uma densidade populacional de 0,2 hab/km². Possui 1 076 residências, que resulta em uma densidade de 0,1 residências/km².